# Ciudad Real (prowincja)
Ciudad Real  – region administracyjny we wspólnocie autonomicznej Kastylia-La Mancha w Hiszpanii ze stolicą w Ciudad Real. Od północy graniczy z prowincją Toledo, na północnym wschodzie z prowincją Cuenca, na wschodzie z prowincją Albacete, na południowym wschodzie z prowincją Jaén, na południowym zachodzie z prowincją Cordoba oraz na zachodzie z prowincją Badajoz. Liczy 497 691  mieszkańców (2005) i zajmuje 19 813 km².